# باشگاه بسکتبال راکوره تارواس
باشگاه بسکتبال راکوره تارواس (استونیایی: BC Rakvere Tarvas) یک باشگاه بسکتبال در راکوره، استونی است که در سال ۲۰۰۶ تأسیس شده‌است.